# Калининск
Калининск (на руски: Калининск) е град в Русия, административен център на Калинински район, Саратовска област. Населението му през 2017 година е 15 841 души.